# Iso Säkkisalo
Iso Säkkisalo är en ö i Finland. Den ligger i sjön Puula och i kommunen Hirvensalmi i den ekonomiska regionen  S:t Michel och landskapet Södra Savolax, i den södra delen av landet, 200 km nordost om huvudstaden Helsingfors. Öns area är 4,36 kvadratkilometer och dess största längd är 4,1 kilometer i nord-sydlig riktning.